# Tomogonus cambeforti
Tomogonus cambeforti är en skalbaggsart som beskrevs av Nicolas 2002. Tomogonus cambeforti ingår i släktet Tomogonus och familjen bladhorningar. Inga underarter finns listade i Catalogue of Life.